# برالورمو
برالورمو؛ هي بلدية في مدينة تورينو الحضرية في المنطقة بيمونتي الإيطالية، حوالي 25 كيلومتر من جنوب شرق تورينو.
تقع مدينة برالورمو على حدود البلديات التالية: بويرينو وتشلارنغو ومونتا وتشيريسولي ألبا وسانتو ستيفانو رريورو ومونتو رويرو.